# Bijawar
Bijawar é uma cidade e uma nagar panchayat no distrito de Chhatarpur , no estado indiano de Madhya Pradesh.

## Geografia
Bijawar está localizada a 24° 38′ N, 79° 30′ L. Tem uma altitude média de 398 metros (1305 pés).

## Demografia
Segundo o censo de 2001, Bijawar tinha uma população de 18 412 habitantes. Os indivíduos do sexo masculino constituem 53% da população e os do sexo feminino 47%. Bijawar tem uma taxa de literacia de 59%, inferior à média nacional de 59,5%; com a literacia masculina sendo de 66% e a literacia feminina de 50%. 16% da população está abaixo dos 6 anos de idade.